# Походская Колыма
Походская Колыма (Походская протока или Походский рукав) — средний рукав в устье Колымы (среднее устье). Длина до 25 км, ширина от 0,5 до 2 км, глубина 3-4,5 м. Вместе с двумя другими устьями — Каменная Колыма и Чукочья — составляет дельту, ширина которой не менее 75 километров в основании.

## География
В системе рукавов и островов колымского устья берёт начало между островами Каретова и Мархаяновским, отделяясь от основного течения реки Колымы к западу. Ниже острова Каретова по левому берегу принимает в себя протоку Черноуховскую. Правобережье на этом участке ограничивает остров Мархаяновский.
В акватории между южной оконечностью Мархаяновского и левобережьем находятся острова Ванин, Усть-Кривинский, Кривинский, ниже по правому берегу лежит остров Тоньковский, за который затекает протока Тоньковская. Напротив острова Тоньковского, на левом берегу, на месте впадения реки Походской, располагается село Походск. Ниже места впадения протоки Тоньковской по правому берегу снова идёт остров Мархаяновский, а напротив него, на левом берегу ответвляется в западном направлении протока Чукочья Колыма.
У северной оконечности острова Мархаяновского на правом берегу впадает протока Поперечная, а по левому берегу напротив располагается остров Лисий, за которым протекает протока Малая Чукочья. Ниже протоки Поперечной по правому берегу, напротив острова Лисьего, начинается остров Каменка. В акватории между Лисьим и Каменкой располагается остров Затишной. Ниже места впадения протоки Малой Чукочей по левому берегу начинается остров Габышевский. В акватории между островами Габышевским и Каменкой расположен остров Нижний Затишной.
У северной оконечности острова Габышевского по левому берегу располагается небольшой остров Назаровский, за который затекает протока Назаровская. Напротив, по правому берегу, у северной оконечности острова Каменки впадает протока Селивановская. В акватории между Назаровским и Каменкой располагаются небольшие острова Кекурный и Летниковский. Ниже русло Походской Колымы заканчивается, и акватория относится уже к Восточно-Сибирскому морю.